# Andselv
Andselv är en tätort i Målselvs kommun i Troms fylke i norra Norge. Orten ligger vid Europaväg 6, norr om Bardufoss flygplats, på västra sidan av Målselva. Den utgör en del av staden Bardufoss.